# Паул Поге
Йохан Фридрих Мориц Паул Поге (на немски: Johann Friedrich Moritz Paul Pogge) е германски пътешественик, изследовател на Африка.

## Ранни години (1838 – 1874)
Роден е на 27 декември 1838 година в градчето Цирсторф, Кралство Прусия, втори син в семейство на Фридрих Поге, земеделски фермер. От 1858 година учи право в Берлин, Хайделберг и Мюнхен. След дипломирането си през 1860 година, с научна степен доктор по право, се връща в родното си място, за да управлява имотите на баща си.
През 1865 – 1866 година извършва няколко ловни експедиции в провинция Натал, Южна Африка, и на островите Мавриций и Реюнион. След първото си запознаване с Африка Поге се връща в Германия и продължава дейността си по управлението на бащините си имоти.

## Експедиции в Африка (1874 – 1884)

### Експедиция в Ангола (1874 – 1876)
През 1874 година Паул Поге се присъединява към експедицията на природоизследователя Александър фон Хомайер в Ангола. Обстоятелствата се стичат така, че от целия състав на експедицията, отправили се във вътрешността на континента, остава единствен Поге. На останалите участници в експедицията, поради здравословни проблеми, им се налага да се върнат на половината път. Останал сам, от февруари до 9 декември 1875 година, Поге извършва пътешествие от Луанда на изток до Мусумба, на река Бушимае (ляв приток на Лубилаш-Санкуру, която е десен приток на Касаи) – резиденция на владетеля на Луанда. Африканският владетел не възразява против пребиваването на чужденеца в столицата му, но категорично му забранява да продължи пътешествието си на изток. Поге прекарва в Мусумба до април 1876 година, като извършва кратки пътешествия на югоизток. В средата на април 1876 година тръгва обратно и благополучно се завръща на крайбрежието, а оттам – в Германия.
Книгата му „Im Reiche des Muata Jamwo“ (в превод „В царството на Муата Ямво“), издадена в Берлин през 1880 година, и сега представлява голям историко-етнографски интерес, явяваща се ценен източник на сведения за общественото устройство (със силно влияние на матриархата), култура и начин на живот на населението на тази държава, изживяваща по това време последното десетилетие от своето съществуване.

### Експедиция в басейна на Конго (1880 – 1884)
През 1880 година Африканското дружество в Германия организира нова експедиция в Ангола със задача да се основе там постоянна станция, която да послужи за опорна база за следващите прониквания на север и изток. За ръководител е избран Паул Поге, а за негов помощник 27-годишния лейтенант Херман фон Висман, който по-късно става един от видните изследователи на Африка.
През есента на 1880 година експедицията тръгва от Луанда на изток, през януари 1881 година пристига в Маланже и през юни продължават за Кимбунду. Пътят от Кимбунду до Мусумба се оказва затворен поради междуплеменната война обхванала по това време държавата Луанда. Предвид това пътешествениците изменят първоначалния си план и от Кимбунду се насочват на североизток и север. Достигат до река Чикапа (ляв приток на Касаи) и покрай левия ѝ се спускат до Касаи. Оттам продължават на изток, пресичат вододела и достигат до река Лулуа (десен приток на Касаи), в областта където живее народа башиланге (бена-лулуа), принадлежащ към етническата група балуба. Там те се задържат дълго време в селището на местния вожд Каламба Мукенге, който пожелава да участва в по-нататъшното им пътуване.
През декември 1881 година Поге и Висман с голям отряд башиланге продължават на изток-североизток, пресичат реките Луби (ляв приток на Санкуру-Лубилаш), Лубилаш и Ломами (ляв приток на Конго) и на 16 април 1882 г. достигат до река Луалаба при Касонго (Нянгве, 4°16′ ю. ш. 26°15′ и. д. / 4.266667° ю. ш. 26.25° и. д.), където Поге и Висман се разделят. Оттам Поге след големи трудности и усилия след близо двегодишно пътуване на 28 февруари 1884 година се завръща обратно в Луанда, където заболява от тропическа треска и на 16 март умира на 45-годишна възраст.